# Павлос Мелас (казарми)
„Павлос Мелас“ (на гръцки: Στρατόπεδο Παύλου Μελά) е бивш военен лагер в северното солунско предградие Ставруполи.

## История
Военният лагер е създаден още в османско време, като в XIX век френски архитект създава сградите, които доминират района и днес. Лагерът е създаден между 1890 и 1905 г., след закупуването от османското правителство на парцел от 49 декара от Сафие Ханъм. Сградите са проектирани за 7000 войници, заедно с конюшни, складове за боеприпаси и прочее. Издигната е и мюсюлмански храм – така наречената Лембетска джамия, която е запазена и до днес. След като градът попада в Гърция в 1912 година, казармите продължават да се използват. По време на Първата световна война в тях са настанени съглашенски войски, а по-късно се използват от гръцката армия. По време на окупацията през Втората световна война в тях са настанени германски войски и се използват и за затвор. След войната в лагера отново се настанява гръцката армия, но само в северните части на лагера. Останалите сгради, дадени на демите Неаполи, Ставруполи и Полихни постепенно са запуснати и започват да се рушат. В 1959 година е изградена и църквата „Света Варвара“. В 2006 година армията напуска лагера и той е става общинска собственост.